# 沖縄県道192号平良久松港線
沖縄県道192号平良久松港線（おきなわけんどう192ごう ひららひさまつこうせん）は沖縄県宮古島市平良西里と平良松原の久松港と結ぶ一般県道。

## 概要

### 区間
- 起点：宮古島市平良字西里（沖縄県道78号平良城辺線・沖縄県道190号平良新里線）
（実際の起点は宮古島市平良字下里）
- 終点：宮古島市平良字松原（久松港）
- 総延長：2.78km（実延長も同じ）

### 通過自治体
- 宮古島市（宮古島）

### 交差する道路
- 沖縄県道78号平良城辺線（起点 - 宮古島市平良西里県道190号交点）
- 沖縄県道83号保良西里線（起点）
- 沖縄県道243号高野西里線（起点）
- 沖縄県道190号平良新里線（起点 - 宮古島市平良下里公設市場前（起点 - 宮古島市平良西里県道190号交点は県道78号と重複））
- 国道390号（宮古島市平良久貝）
- 沖縄県道252号平良下地島空港線（同・予定）

### 重複路線
- 沖縄県道78号平良城辺線（起点 - 宮古島市平良西里県道190号交点）
- 沖縄県道190号平良新里線（起点 - 宮古島市平良下里公設市場前交点、うち起点 - 宮古島市平良西里県道190号交点は県道78号と重複）
- 沖縄県道252号平良下地島空港線（宮古島市平良久貝国道390号交点 - 平良久貝・予定）

### 主要施設
- 宮古島市公設市場（宮古島市平良下里、実際の起点）
- 宮古島市営球場（同）
- 久松港（終点）

## 歴史
- 1953年（昭和28年）に琉球政府道として指定。1972年（昭和47年）の本土復帰と同時に県道となった。